# Обаноса
Обаноса (д/н — 1816) — великий оба (володар) держави Едо в 1804—1816 роках.

## Життєпис
Старший син великого оби Акенгбудита Осе. Народився приблизно в 1760-х роках, отримавши ім'я Осіфа. 1774 року отримав титул едайкена (спадкоємця трону). Невдовзі за цим став співобою батька. Активно брав участь у державних та військових справах свого батька.
1804 року успадкував трон. Надав титул матері ійоба (королева-матір), на честь якої спорудив царський вівтар. Але невдовзі проти нього повстала знать, яку Акенгбуді вдалося приборкати. Також піднялися підлеглі області. В результаті запеклої боротьби Обаносі вдалося приборкати знать, знищивши більш як 1 тис. ворогів. Складнішою була ситуація з підлеглими областями й залежними державами. Доводилося декілька разів на рік здійснювати проти них походи. Але успіх був короткочасний.
Розуміючи проблемність та небезпеку успадкування трону старшим сином і едайкеном (спадкоємцем), Обанос намагався зміцнити його становище, поставивши під владу едайкена важливе місто Уте.
Помер Обаноса 1816 року, після чого почалася боротьба за владу між його синами Огбебо і Осемвенде.